# Fokváros
Fokváros (afrikaansul Kaapstad; xhosza nyelven iKapa; angolul Cape Town) a Dél-afrikai Köztársaság törvényhozási fővárosa és második legnépesebb települése, Nyugat-Fokföld tartomány, a dél-afrikai parlament és sok más kormányhivatal székhelye. Nevét onnan kapta, hogy közel fekszik a Jóreménység fokához.

## Földrajz

### Éghajlat
Fokváros mediterrán éghajlattal rendelkezik, enyhe tél és száraz, meleg nyár jellemzi. A tél június elejétől augusztus végéig tart, ekkor gyakori a csapadék és az erős északnyugati szél. Téli hónapokban a városban az átlagos maximum hőmérséklet 18 °C, a minimum 8,5 °C. A nyár december elejétől márciusig tart, meleg és száraz, az átlagos maximum hőmérséklet ekkor 26 °C, a minimum pedig 16 °C.
Az éves csapadékmennyiség 515 milliméter. Késő tavasszal és nyár elején jellemző a városban az erős délkeleti szél.
| Hónap                                     | Jan. | Feb. | Már. | Ápr. | Máj. | Jún. | Júl. | Aug. | Szep. | Okt. | Nov. | Dec. | Év   |
| ----------------------------------------- | ---- | ---- | ---- | ---- | ---- | ---- | ---- | ---- | ----- | ---- | ---- | ---- | ---- |
| Rekord max. hőmérséklet (°C)              | 39,3 | 38,3 | 40,7 | 38,6 | 33,5 | 29,8 | 29,0 | 32,0 | 33,1  | 37,2 | 39,3 | 35,4 | 40,7 |
| Átlagos max. hőmérséklet (°C)             | 26,1 | 26,5 | 25,4 | 23,0 | 20,3 | 18,1 | 17,5 | 17,8 | 19,2  | 21,3 | 23,5 | 24,9 | 21,9 |
| Átlaghőmérséklet (°C)                     | 20,4 | 20,4 | 19,2 | 16,9 | 14,4 | 12,5 | 11,9 | 12,4 | 13,7  | 15,6 | 17,9 | 19,5 | 16,2 |
| Átlagos min. hőmérséklet (°C)             | 15,7 | 15,6 | 14,2 | 11,9 | 9,4  | 7,8  | 7,0  | 7,5  | 8,7   | 10,6 | 13,2 | 14,9 | 11,4 |
| Rekord min. hőmérséklet (°C)              | 7,4  | 6,4  | 4,6  | 2,4  | 0,9  | −1,2 | −1,3 | −0,4 | 0,2   | 1,0  | 3,9  | 6,2  | −1,3 |
| Átl. csapadékmennyiség (mm)               | 15   | 17   | 20   | 41   | 69   | 93   | 82   | 77   | 40    | 30   | 14   | 17   | 515  |
| Havi napsütéses órák száma                | 337  | 297  | 292  | 233  | 205  | 175  | 193  | 212  | 224   | 277  | 309  | 334  | 3088 |
| Forrás: World Meteorological Organization |      |      |      |      |      |      |      |      |       |      |      |      |      |

## Történelem

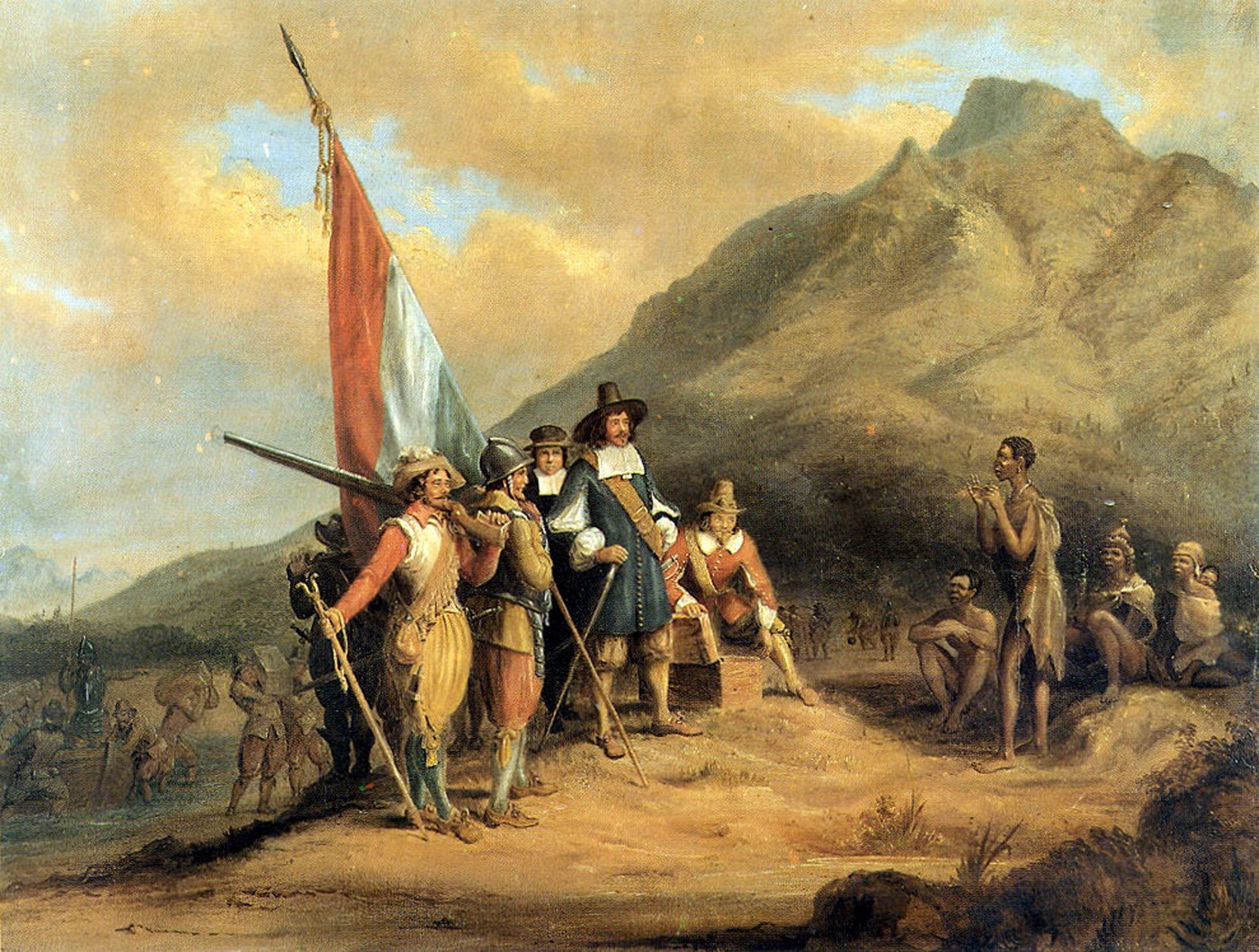
Jan van Riebeeck megérkezése az öbölbe; Charles Bell képe

Fokvárost a holland gyarmati ügyintéző, Jan van Riebeeck 1652. április 6-án hozta létre az Asztal-öbölben, a Jóreménység fokától 50 kilométerre északra, élelmiszer-ellátó központként az Európából Kelet-Afrikába, Indiába és Ázsiába tartó hajózási útvonal mentén, a Holland Kelet-indiai Társaság részére, több mint 200 évvel a Szuezi-csatorna 1869-es megnyitása előtt. Ezzel megalapította az első állandó európai települést Dél-Afrikában. Fokváros egyre forgalmasabbá és gazdagabbá vált, mivel a világ tengeri kereskedelmének jelentős részét ma is ez a város bonyolítja. Évente csaknem 13 millió tonna áru landol a dokkjaiban.
1806-ban a britek szerezték meg, 1870 és 1900 között rohamosan fejlődött.
1990. február 11-én Nelson Mandela itt mondott beszédet börtönbőli szabadulása után.
2018-ban akkora szárazság volt a vidéken, hogy vízkorlátozást kellett bevezetni.

## Lakosság

Fokváros és környékének népsűrűségi térképe

Egy 2001-es népszámlálás alapján a városnak 2 893 251  fő a lakossága. Területe, ami 2 499 km²-nyi, nagyobb, mint a Dél-afrikai Köztársaság más metropolisaié, vagyis itt kisebb a népsűrűség.
A városban – mint szerte Dél-Afrikában – megoldatlan probléma az AIDS, a magas bűnözés és az analfabetizmus.
| Év   | Népesség | ±% p.a. |
| 1658 | 360      | —       |
| 1731 | 3,157    | +3.02%  |
| 1823 | 15,500   | +1.74%  |
| 1833 | 19,227   | +2.18%  |
| 1836 | 20,000   | +1.32%  |
| 1875 | 45,000   | +2.10%  |
| 1891 | 67,000   | +2.52%  |
| 1901 | 171,000  | +9.82%  |
| 1936 | 344,223  | +2.02%  |
| 1950 | 618,000  | +4.27%  |
| 1955 | 705,000  | +2.67%  |
| 1960 | 803,000  | +2.64%  |
| 1965 | 945,000  | +3.31%  |

| Év   | Népesség  | ±% p.a. |
| 1970 | 1,114,000 | +3.35%  |
| 1975 | 1,339,000 | +3.75%  |
| 1980 | 1,609,000 | +3.74%  |
| 1985 | 1,933,000 | +3.74%  |
| 1990 | 2,296,000 | +3.50%  |
| 1996 | 2,565,018 | +1.86%  |
| 2001 | 2,892,243 | +2.43%  |
| 2007 | 3,497,097 | +3.22%  |
| 2011 | 3,740,025 | +1.69%  |
| 2016 | 4,004,793 | +1.38%  |
| 2021 | 4,678,900 | +3.16%  |
| 2022 | 4,772,846 | +2.01%  |

A város lakossága várhatóan további 400 000 lakossal növekszik 2020 és 2025 között, és az új lakosok 76%-a az alacsony jövedelmű réteg közül kerül ki, ami azt jelenti, hogy havi 13 000 Rand-nál kevesebbet keres.
Etnikai összetétel (2022. év): Fekete 45.7%, Színes (fekete és fehérbőrű közöttiek) 35.1%, fehér 16.2%, ázsiai, egyéb 3.1%
Nyelvi összetétel (elsődleges, anyanyelv alapján, 2011. évi adatok): Afrikaans 34.9%, Xhosa 29.2%, Angol 27.8%
Iskolázottság: A 20 éves vagy annál idősebb korosztály 1,8%-ának nincs semmilyen  iskolai végzettsége, 8,1%-a nem fejezte be az általános iskolát, 4,6%-a elvégezte az általános iskolát, de nincs középiskolai végzettsége, 38,9%-a rendelkezik valamilyen középfokú végzettséggel, de nem fejezte be a 12. évfolyamot. 29,9%-uk elvégezte a 12. évfolyamot, de nincs felsőfokú végzettsége, és 16,7%-uk rendelkezik felsőfokú végzettséggel .A 15 és 65 év közöttiek körében a munkanélküliségi ráta 23,7%
Városrészek
Fokvárosban a társadalmi csoportok között a világon az egyik legnagyobb a különbség.
A főleg fehérek lakta városrészekben sok villa, rendezett kertes házas övezet található, az óceánparti övezet méltán világszínvonalú luxust rejt. Ezen területek közé tartozik Sea Point, Clifton, Bantry Bay, Fresnaye, Camps Bay, Bakoven, Llandudno, Higgovale, Bishopscourt, Constantia.
Az 1970-es évek elején Sea Pointban épült fel a 23 emeletes Ritz Hotel, amelynek egy forgó étterme van. A V&A Waterfront fejlesztése előtt Sea Point „apró Manhattan a tenger mellett” néven volt ismert, éttermeiről és szórakozási lehetőségeiről. Az Apatheid rendszerben fehér területnek volt nyilvánítva, azonban a 90-es évektől a fekete és más etnikai csoportok is megjelentek, de még mindig kb hétharmad arányban fehérek lakta a városrész. 
Ezen városrészek szöges ellentéte az úgynevezett ’township-ek, amelyek fejletlen, még a mai napig fajilag szegregált városi, közigazgatási területeket jelentenek. Ezen területeken akát több százezer ember is él, főleg fekete bőrű lakosok, illetve néhányban színes bőrűek. A fehér lakosok aránya elenyésző. Fokváros township-jei a következőek: Khayelitsha, Mitchells Plain, Philippi, Delft, Guguletu, Mfuleni. A városnak vannak olyan részei is, ahol jelentő a fehér lakosság aránya, de nincsenek többségben, ezen városrészeknek lehetnek különböző fejlettségi szintű körzetei, például Bellville, Stellenbosch, Milnerton, Bloubergstrand is vegyes városrészeknek tekinthetőek. 

## Közlekedés
A város több repülőtérrel és kikötővel is rendelkezik. A nemzetközi repülőtere a Fokvárosi nemzetközi repülőtér.

## Kultúra
- Fokvárosi Egyetem (UCT)
- A Fokföldön letelepedő francia hugenották a 18. század végén – magukkal hozott szőlőtermelő hagyományukkal – a világ egyik híres borvidékét hozták létre. Decemberben és januárban szüretelik a szőlőt ezen a vidéken.

## Turizmus
Gyakran a világ legszebb városának nevezik rendkívüli földrajzi adottságai és környezete folytán, ezért is Fokváros a Dél-afrikai Köztársaság legfőbb turisztikai központja.
A város elsősorban a turizmus bevételeiből él, az egész ország legnagyobb turistaforgalmát bonyolítja. A legtöbb turista október és március között érkezik a városba. A város híres kikötőjéről, az Asztal hegyről, a Jóreménység fokáról és természeti szépségeiről, ezenkívül nevezetes a borkultúrája is.
A régió  fontos turisztikai terült Dél-Afrikában; a turizmus a tartomány GDP-jének 9,8%-át adja, és a tartomány munkaerejének 9,6%-át foglalkoztatja. 2010-ben több mint 1,5 millió nemzetközi turista kereste fel a területet.
A város és környéke strandjait sok turista keresi fel, amelyek a helyi lakosok körében is népszerűek .A dúsgazdag Clifton és az Atlanti-óceán más részein található strandok jobban fejlettek, éttermekkel és kávézókkal, valamint éttermek és bárok sávja a Camps Bay strandján is elérhető. A Simon's Town melletti Boulders Beach az afrikai pingvinek kolóniájáról ismert.
A város számos nevezetes kulturális látnivalóval rendelkezik. A Victoria & Alfred Waterfront a kikötő mellett épült, a város leglátogatottabb turisztikai látványossága, bevásárlóhelye, többek között itt található a Two Oceans Aquarium is. A 123 hektár méretű területen névadója  Alfréd szász–coburg–gothai herceg és Viktória brit királynő, ami a régmúlt időket idézi, amikor a terület még Brit terület volt. Jelenleg az 1980-as évek végén elindult fejlesztések eredményeképpen a lakóegységek és irodák mellett több mint 450 üzlet, 80 étterem, 13 szálloda működik a helyen, illetve 7 múzeum, továbbá 22 történelmi nevezetességnek és 15 konferenciahelyszínnek is helyt ad a terület. 
A Victoria & Alfred Waterfront ad otthont a Nelson Mandela Gateway-nek is, amelyen keresztül kompok indulnak Robben-szigetre, de  komppal el lehet jutni Hout Bay-be, Simon's Town-ba és  a Seal és Duiker-szigeteken. Számos cég kínál túrákat a Cape Flats-ba, a többnyire színes és fekete településekből álló területekre is.  A szörfözés népszerű és a város minden évben otthont ad a Red Bull Big Wave Africa szörfversenynek, ezen kívül helyi és nemzetközi szabadidős búvárturizmus jelen van. 

## Látnivalók
- Tábla-hegy (Table mountain):[4] A Tábla-hegy és Tábla-öböl elnevezés tulajdonképpen egy téves fordítás következménye. Az angol „table” szó hasonlóan hangzik a magyar „tábla” szóhoz, a jelentése azonban „asztal”, tehát a helyes fordítás szerinti elnevezés „Asztal-hegy” illetve „Asztal-öböl” lenne. A magyar földrajzi irodalomban azonban a Tábla-hegy honosodott meg, így ez a hivatalos magyar elnevezése.[5] A hegy azért kapta ezt az elnevezést, mert a Fokváros fölé szinte függőleges falakkal, 1082 m magasságig emelkedő hegy teteje egy nagy fennsík. Olyan, mint egy asztal lapja.
- Jóreménység kastély (Castle of Good Hope, az ország legrégebbi, európaiak által épített épülete).
- Victoria and Albert Waterfront (régi kikötő – hangulatos bárok, éttermek, régi óratorony, tengeri akvárium).
- Látványosság az óceánöböl is számos kisebb öböllel fehér homokos tengerparttal.
- Seals Island
- Robben Island
- Cape of Good Hope, ill. az ilyen nevű nemzeti park
- Kirstenbosch National Botanical Garden
- Stellenbosch borvidék
- Signal Hill

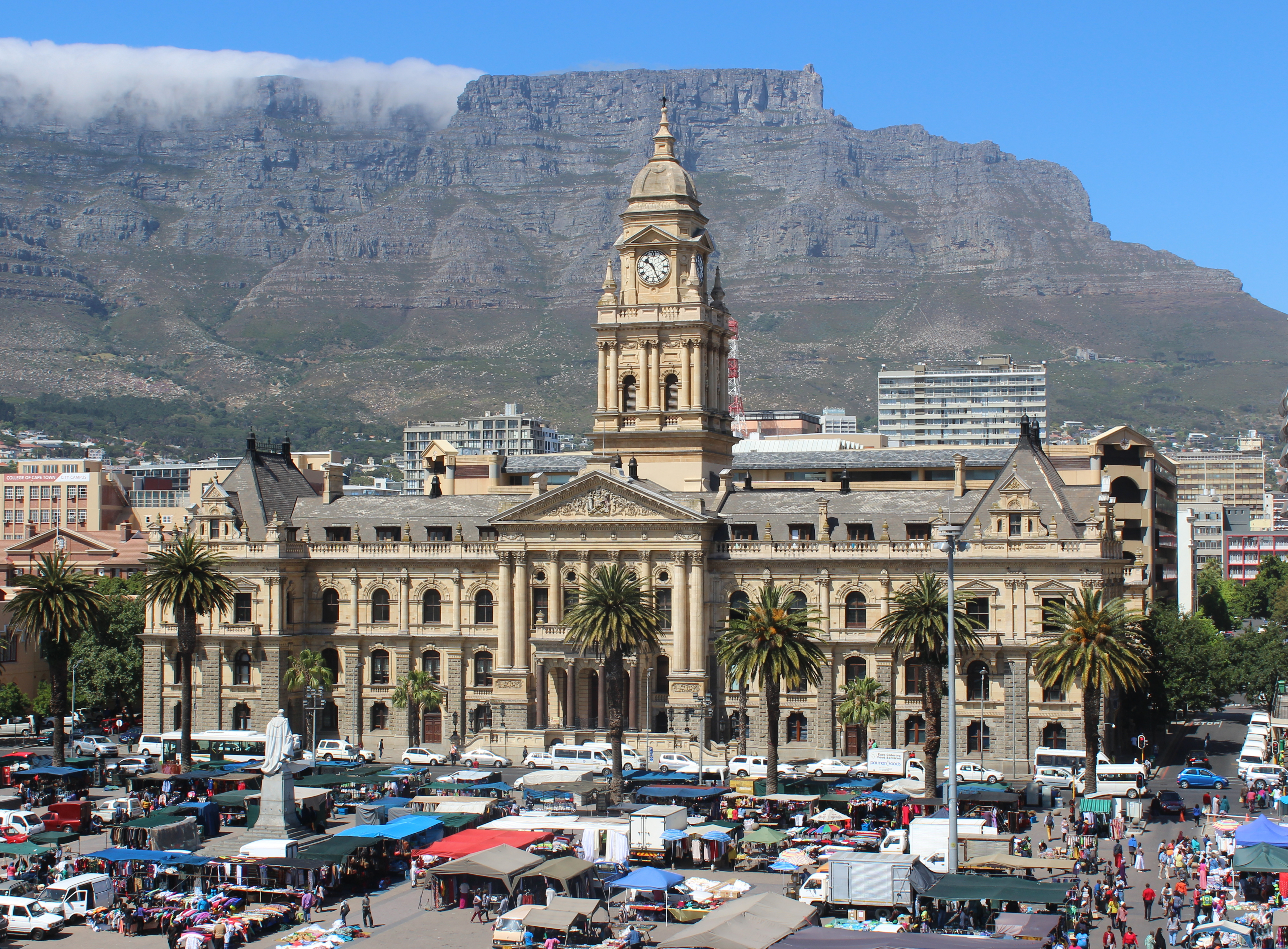
A városháza
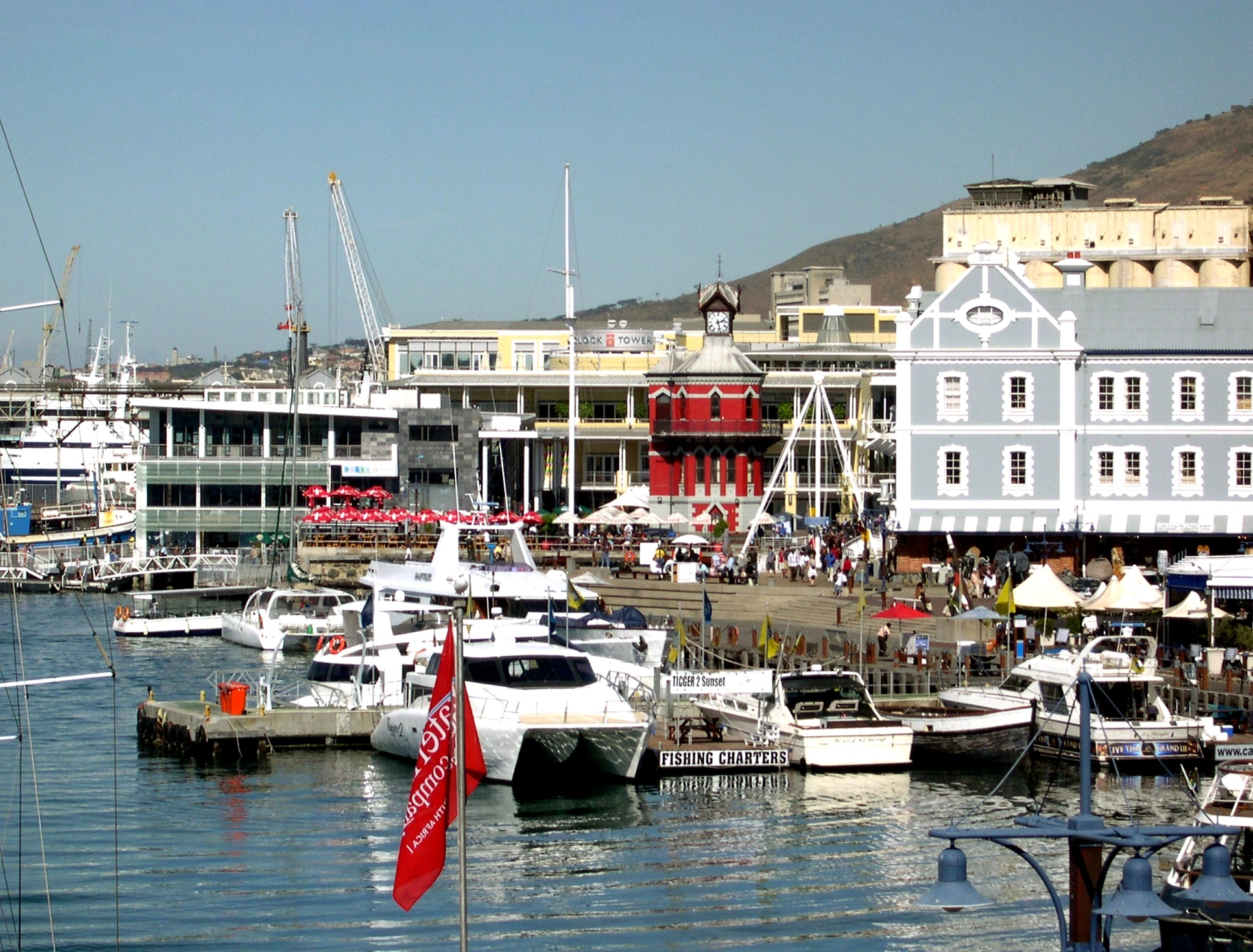
Victoria & Alfred Waterfront a régi óratoronnyal
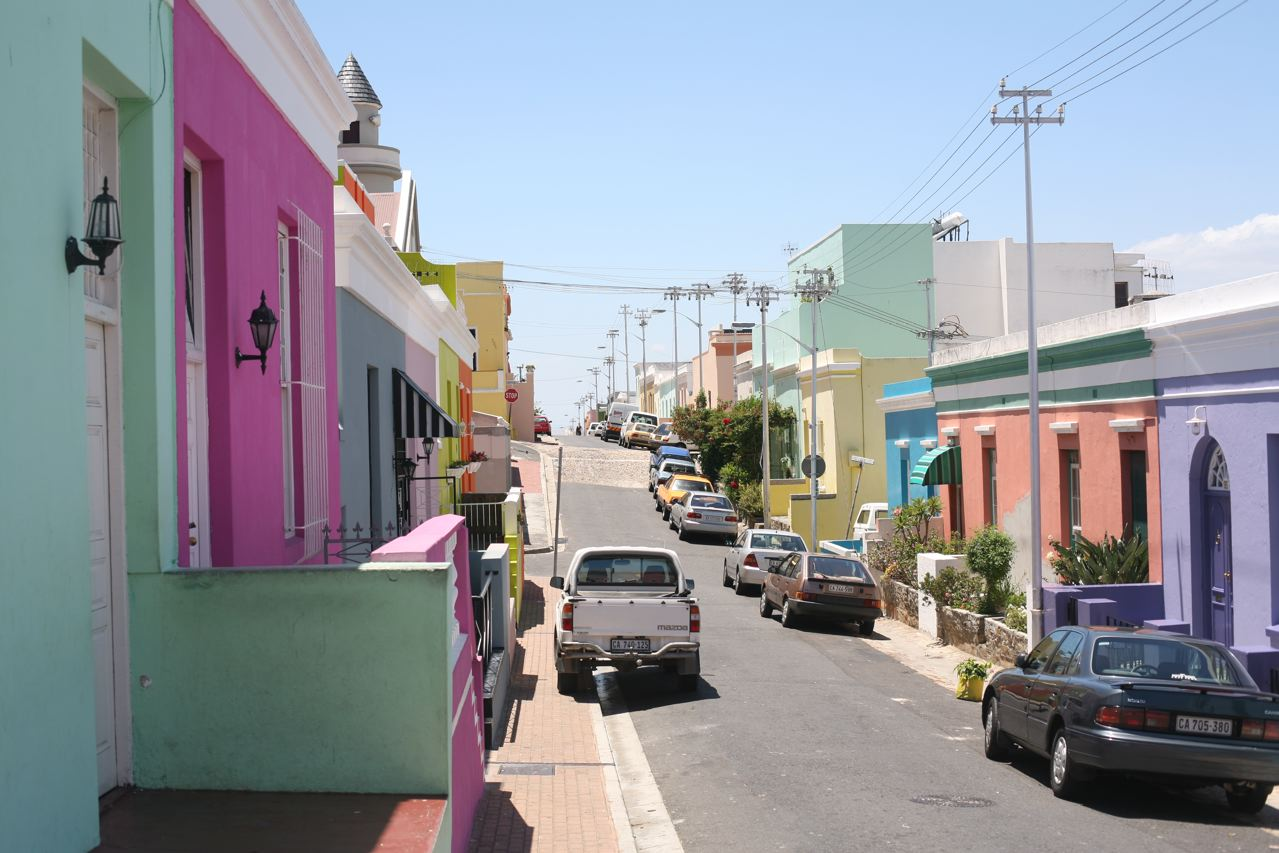
Bo-Kaap egy utcája
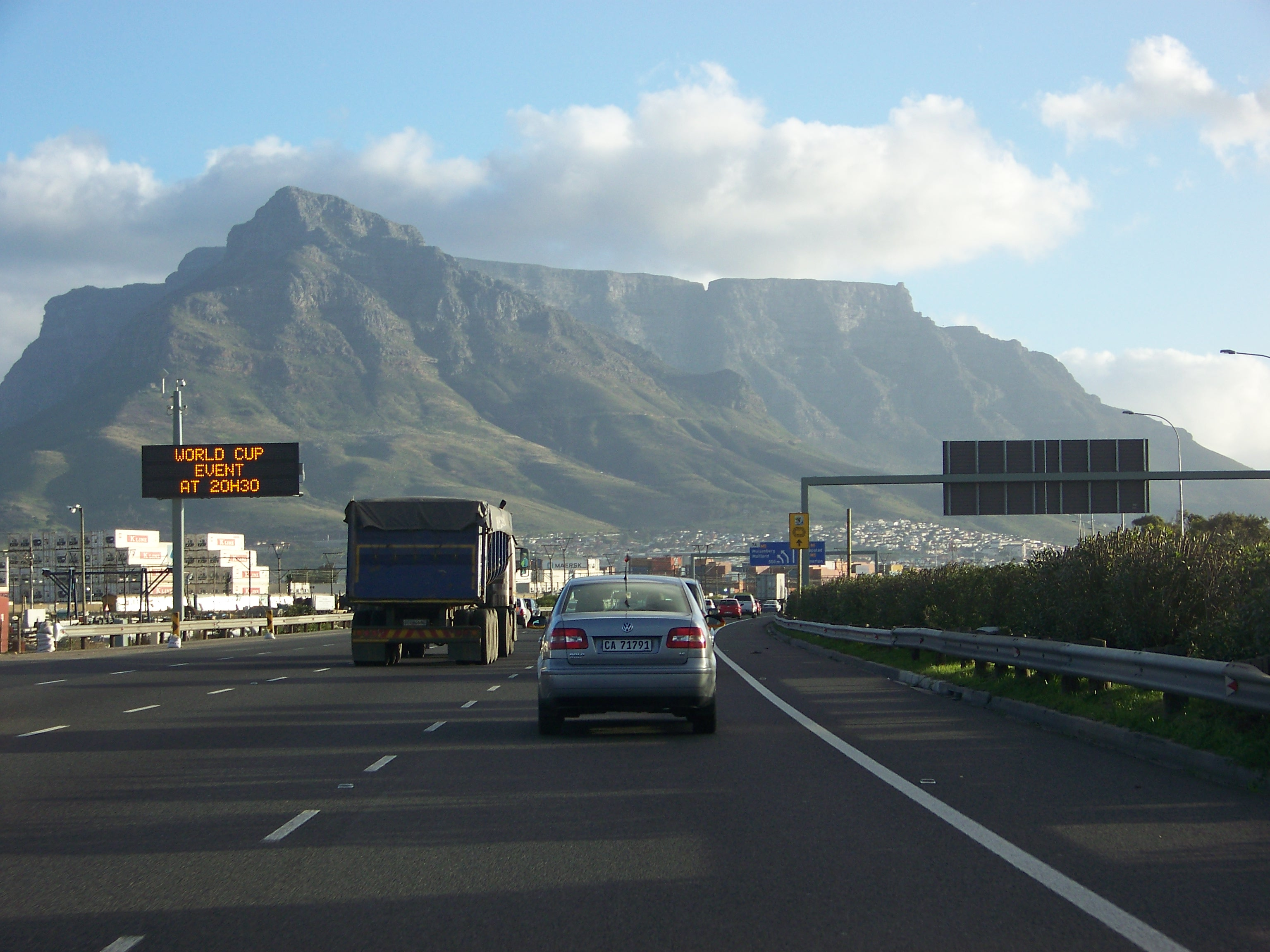
Az Asztal-hegy (Table mountain)
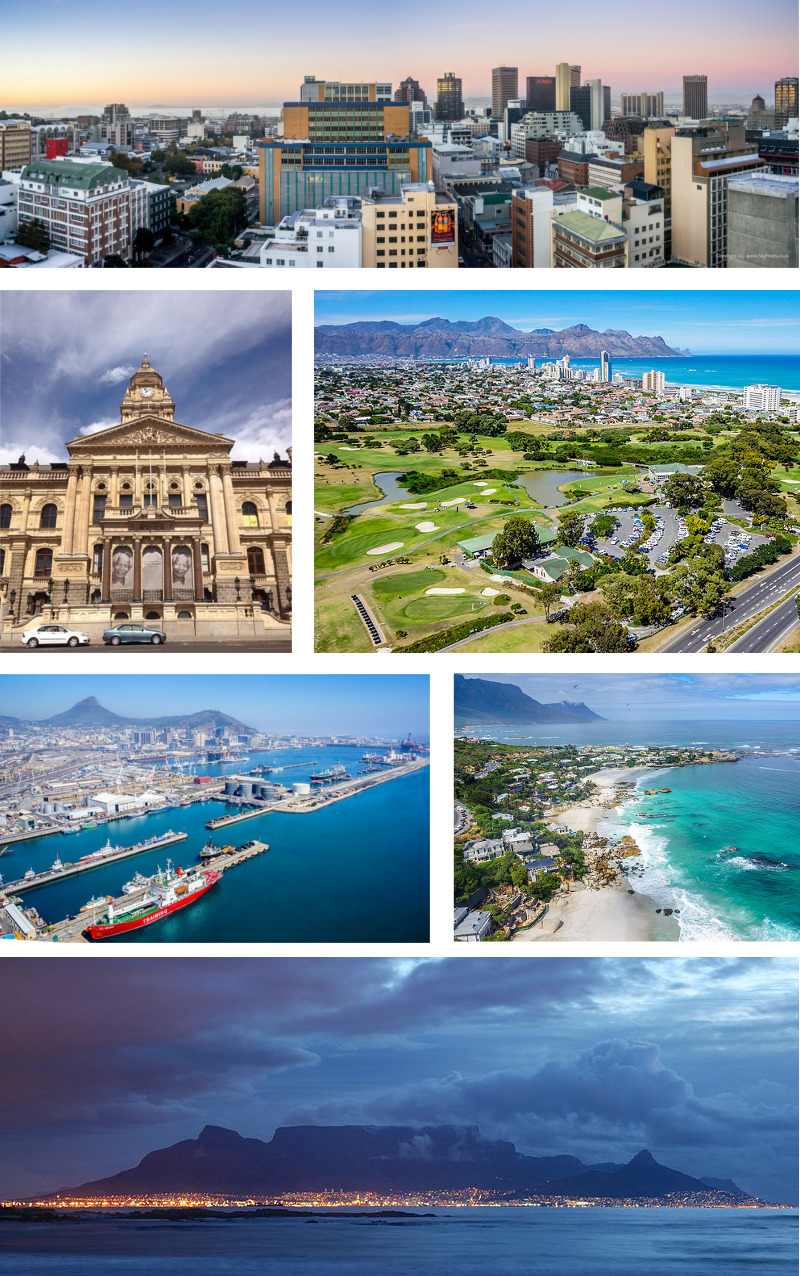
Montázs
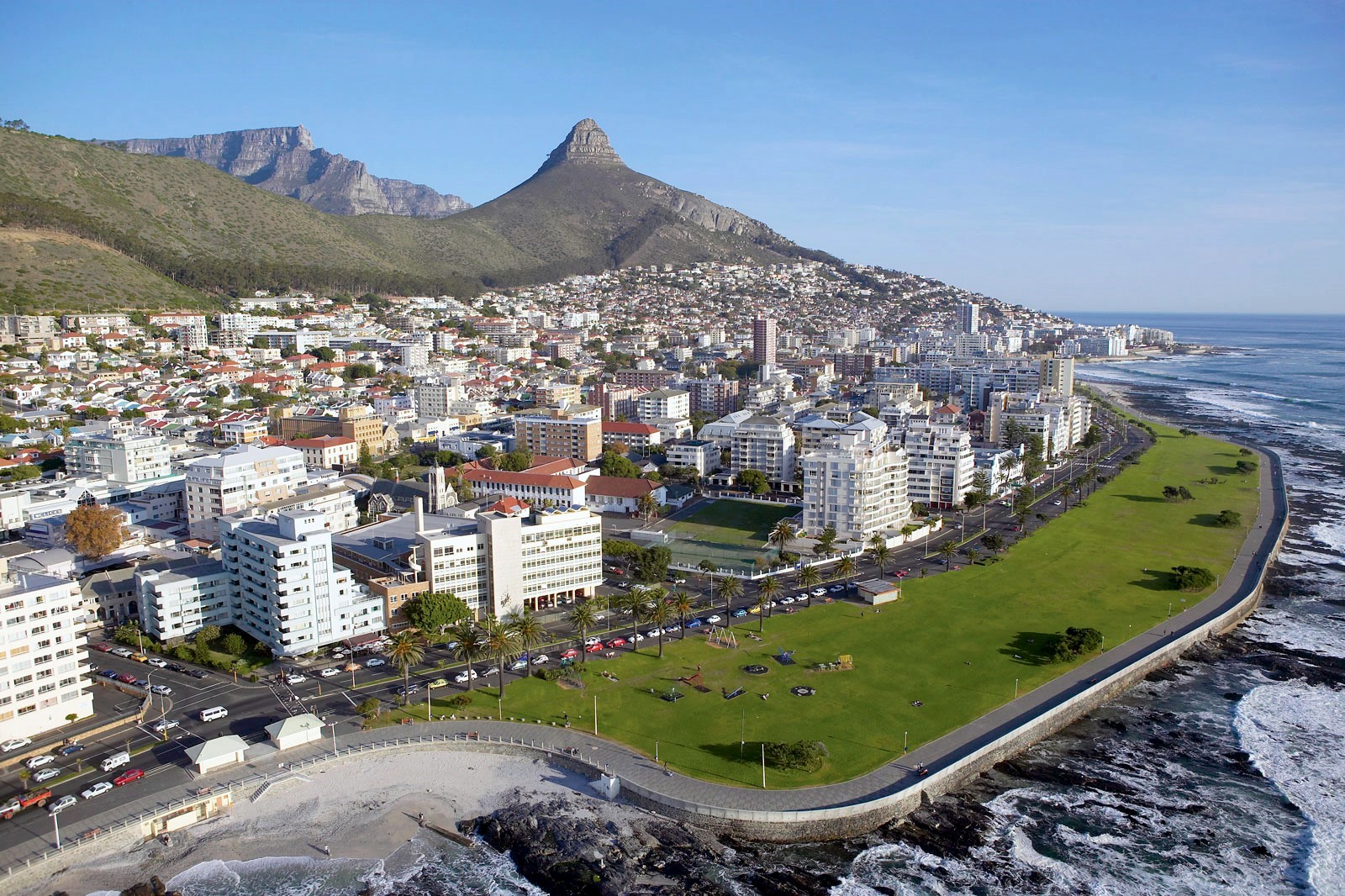
Sea Point, Fokváros északnyugati része
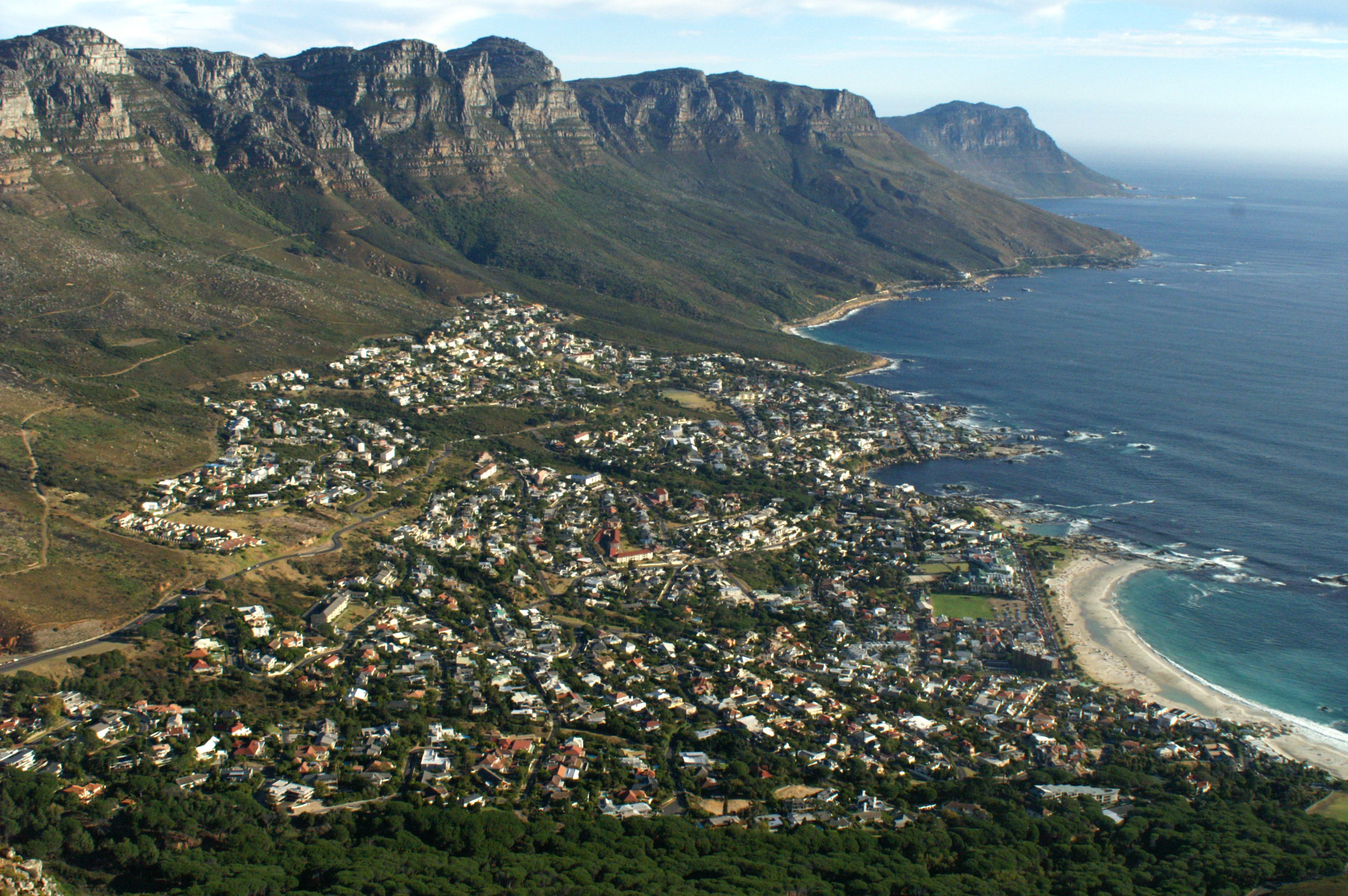
Camps Bay

## Sport
A Newlands nevű városrészben található krikettstadion nemzetközi mérkőzéseknek is otthont ad, és ez a hazai pályája a dél-afrikai Húsz20-as ligában, az SA20-ban szereplő MI Cape Town csapatának is.

## A város szülöttei
- John Maxwell Coetzee, író
- Abba Eban, izraeli diplomata
- David Harold George, kerékpáros
- Ronald Harwood, brit producer
- Trevor Immelman, golfjátékos
- Richard Rive, író
- Deon van der Walt, operaénekes, borász
- Aleah Stanbridge, zenész, énekesnő
- Heike Langhans, énekesnő
- Alice Phoebe Lou (1993–) dél-afrikai énekesnő